# Family Tree
Family Tree es una caja recopilatoria de la cantante Islandesa Björk. La caja consta de 5 mini-CD con rarezas y material inédito, 1 CD de grandes éxitos seleccionados por la propia Björk y 1 libro con las letras.
En ella se contienen canciones realizadas con los grupos anteriores a su etapa solista, como KUKL o The Sugarcubes; innovaciones en su estilo y se muestra toda su evolución desde los 80 hasta el año 2002.
El set completo fue lanzado en noviembre de 2002, junto con el recopilatorio Greatest Hits
Esta recopilación está formada de la siguiente manera:
- 6 CD:

- "Roots 1" (Raíces): una colección de canciones grabadas con los grupos anteriores a su relanzamiento como solista. Como "Síðasta Ég" grabada con The Elgar Sisters o "Ammæli" con The Sugarcubes.
- "Roots 2": canciones más maduras en su carrera en las que se incluyen elementos de sus trabajos anteriores.
- "Beats" (Ritmos): una colección de ritmos diferentes que marcaron hitos en su carrera
- "Strings 1 & 2" (Cuerdas): nuevas versiones de algunas de sus grandes canciones tocadas por el cuarteto de cuerda inglés The Brodsky Quartet entre 1999 y 2000
- "Family Tree": grandes éxitos seleccionados por Björk

- 1 libro:

- "Words" (Palabras): un libro con las letras de las canciones favoritas de Björk en su carrera.

Además, las portadas de los sobres y los libretos están acompañados por dibujos surrealistas de la artista contemporánea islandesa Gabríela Friðriksdóttir.

## Lista de canciones
| CD 1: Roots |                                                                                        |                   |          |  |
| N.º         | Título                                                                                 | Escritor(es)      | Duración |  |
| 1.          | «Síðasta Ég» (Publicada originalmente en el sencillo de «Big time sensuality»)         | The Elgar Sisters | 3:00     |  |
| 2.          | «Glóra» (Flauta, instrumental - originalmente en el sencillo de «Big time sensuality») | The Elgar Sisters | 1:42     |  |
| 3.          | «Fuglar»                                                                               | KULK              | 3:00     |  |
| 4.          | «Ammæli» (Primera vez en CD)                                                           | The Sugarcubes    | 3:55     |  |
| 5.          | «Mamma»                                                                                | The Sugarcubes    | 2:57     |  |
| 14:05       |                                                                                        |                   |          |  |

| CD 2: Roots 2 | |              |          |  |
| N.º           | Título                                                                                                | Escritor(es) | Duración |  |
| 1.            | «Immature» (versión de Björk publicada originalmente en el sencillo Jóga)                             | Björk        | 3:07     |  |
| 2.            | «Cover me» (Cave version- originalmente publicada en el sencillo Army of me)                          |              | 4:42     |  |
| 3.            | «Generous palmstroke» (En directo- también aparece en las últimas publicaciones del álbum Vespertine) |              | 4:42     |  |
| 4.            | «Jóga» (Strings & vocals)                                                                             | Björk/Sjón   | 4:42     |  |
| 5.            | «Mother heroic» (Cara B- originalmente publicada en el sencillo de Hidden place)                      |              | 2:44     |  |
| 17:28         | |              |          |  |

| CD 3: Beats | |              |          |  |
| N.º         | Título                                                                                                | Escritor(es) | Duración |  |
| 1.          | «The modern things» (Versión demo, no publicada anteriormente)                                        |              | 4:11     |  |
| 2.          | «Karvel» (originalmente publicada en el sencillo I miss you)                                          |              | 4:30     |  |
| 3.          | «I go humble» (originalmente publicada en el sencillo Isobel)                                         |              | 4:47     |  |
| 4.          | «Nature is ancient» (originalmente publicada, bajo el título «My snare», en el sencillo Bachelorette) |              | 3:40     |  |
| 16:28       | |              |          |  |

| CD 4: Strings 1 |                                        |              |          |  |
| N.º             | Título                                 | Escritor(es) | Duración |  |
| 1.              | «Unravel» (en directo en Union chapel) |              | 3:38     |  |
| 2.              | «Cover me» (en directo)                |              | 2:50     |  |
| 3.              | «Possibly maybe» (en directo)          |              | 4:55     |  |
| 4.              | «The anchor song» (en directo)         |              | 3:44     |  |
| 5.              | «Hunter» (versión estudio)             |              | 4:31     |  |
| 18:18           |                                        |              |          |  |

| CD 5: Strings 2 |                                              |              |          |  |
| N.º             | Título                                       | Escritor(es) | Duración |  |
| 1.              | «All neon like» (en directo en Union Chapel) |              | 5:07     |  |
| 2.              | «I've seen it all» (en directo)              |              | 5:59     |  |
| 3.              | «Bachelorette» (versión estudio)             |              | 5:09     |  |
| 4.              | «Play dead» (versión estudio)                |              | 3:25     |  |
| 13:00           |                                              |              |          |  |

| Recopilación de canciones hecha por Björk |                                       |              |          |  |
| N.º                                       | Título                                | Escritor(es) | Duración |  |
| 1.                                        | «Venus as a boy»                      |              | 4:41     |  |
| 2.                                        | «Hyperballad»                         |              | 5:23     |  |
| 3.                                        | «You've been flirting again»          |              | 2:29     |  |
| 4.                                        | «Isobel»                              |              | 5:23     |  |
| 5.                                        | «Jóga»                                |              | 5:04     |  |
| 6.                                        | «Unravel»                             |              | 3:18     |  |
| 7.                                        | «Bachelorette»                        |              | 5:17     |  |
| 8.                                        | «All is full of love» (video version) |              | 4:46     |  |
| 9.                                        | «Scatterheart»                        |              | 6:39     |  |
| 10.                                       | «I've seen it all»                    |              | 5:29     |  |
| 11.                                       | «Pagan poetry»                        |              | 5:14     |  |
| 12.                                       | «It's not up to you»                  |              | 5:08     |  |
| 59:25                                     |                                       |              |          |  |

## Diseños de Gabríela Friðriksdóttir[1]
| - Telepathy - Uppspretta - The Conquest of the Polyconsoler - A Fortiori - Rhapsody - Temper Examples - Balder Dash - Operazione Morizia - The Elipted Mouthed Illusionist - The Bottom Seeker - The Core - Equilibrium - Portrait of Denial - Mjaldur | - Eliptics - Fernando - Halfman Halfbeast - Simplicity - The Bottle Run - Terrific Snowman - Zahir - Attack to the Minor-Complex Bacteria - M.I.R - Melancholy - Reason - Sculptor - Operazione Pane - Sculptor |